# Големият град на Грийнс: Филмът – Космическа ваканция
„Големият град на Грийнс: Филмът – Космическа ваканция“ (на английски: Big City Greens the Movie: Spacecation) е американски анимационен комедиен мюзикъл филм от 2024 г., базиран на анимационния сериал „Големият град на Грийнс“ за Дисни Ченъл, създаден от братята Хаутън. Режисьор е Ана О'Брайън, сценарият е на Лейси Дайър, Джулия Лейтън, Майк Янк, Шейн и Крис Хаутън, озвучаващия състав се състои от Крис Хаутън, Марвийв Херингтън, Боб Джоулс, Артемис Пебдани, Уенди Маклендън-Коуви, Ана Акана, Шери Отери и Рене Елиз Голдсбери.
Разработката за филма по сериала на „Големият град на Грийнс“ в „Дисни Телевижън Анимейшън“ е обявен през януари 2022 г., тъй като сценарият е написан по-рано. Оригиналните песни, включени във филма, бяха написани по време на локдауна за пандемията от COVID-19. Анимационните услуги са осигурени от „Раут Драфт Корея“ и „Шугъркюб“, а музиката е композирана от Хоаким Хорсли.
Премиерата на филма е излъчена по „Дисни Ченъл“ на 6 юни 2024 г., а на следващия ден излиза по стрийминг платформата „Дисни+“.

## Актьорски състав
- Крис Хаутън – Крикет Грийн
- Марвийв Херингтън – Тили Грийн
- Боб Джоулс – Бил Грийн
- Артемис Пебдани – Баба Алис Грийн
- Уенди Маклендън-Коуви – Нанси Грийн
- Ана Акана – Глория Сато
- Шери Отери – Гуендълайн Зап
- Рене Елиз Голдсбери – Колийн Войд
- Ана О'Брайън – Куки
- Зино Робинсън – Реми
- Джак Макбрайър – Фермботс
- Рейвън-Симоне – Мария Медия
- Джо Ло Тругильо – Учен на „БигТех“
- Лорейн Тусан – Рашида
- Дарин Де Пол – Разказвач
- Джон Ърли – Александър
- Анди Дейли – Полицай Кийс
- Барбара Гудсън – г-жа Кей
- Скот Кели – себе си

## В България
В България филмът е излъчен по локалната версия на Дисни Ченъл на 21 септември 2024 г. в събота от 14:00 ч.

### Нахсинхронен дублаж
Дублажът е осъществен в Доли Медия Студио.
| Роля             | Изпълнител                                      |
| ---------------- | ----------------------------------------------- |
| Крикет Грийн     | Константин Каракостов                           |
| Тили Грийн       | Елена Бойчева (диалог) Лина Шишкова (вокал)     |
| Били Грийн       | Росен Плосков (диалог) Момчил Степанов (вокал)  |
| Баба Алис Грийн  | Йоанна Микова (диалог) Ася Рачева (вокал)       |
| Нанси Грийн      | Мина Костова                                    |
| Глория Сато      | Мина Костова                                    |
| Реми Ремингтън   | Иля Пепеланов                                   |
| Фермбот          | Иля Пепеланов                                   |
| Полицай Кийс     | Иля Пепеланов                                   |
| Скот Кели        | Иля Пепеланов                                   |
| Гуендълайн Зап   | Йоанна Микова (диалог) Елена Грозданова (вокал) |
| Колийн Войд      | Ася Рачева                                      |
| Куки             | Ася Рачева                                      |
| Госпожа Кей      | Ася Рачева                                      |
| Рашида Ремингтън | Ася Рачева                                      |
| Учен на БигТех   | Петър Бонев                                     |
| Разказвач        | Петър Бонев                                     |
| Александър       | Петър Бонев                                     |
| Ръсел Ремингтън  | Петър Бонев                                     |
| Мария Медия      | Йоанна Микова                                   |
| Брет             | ?                                               |